# 原知一
原 知一（はら ともかず、1910年5月 - 2004年3月31日）は、日本の歌人、作詞家。山形市出身。

## 経歴
1910年（明治43年）、山形市に生まれる。旧制山形中学校在学中にアララギへ入会し、結城哀草果に師事した。大谷大学予科へ進学し、1936年（昭和11年）に同大学文学部国文学科を卒業。帰郷後は国語教諭となり、宮内高等女学校（山形県立南陽高等学校の前身の一校）に在職中の1944年（昭和19年）、宮内町（現在の南陽市）出身で12月7日にフィリピンのオルモック湾で玉砕した粕川健一を顕彰する「軍神粕川少尉」の歌を作詞した。1946年、黒江太郎と共に「宮内アララギ短歌会」を結成。
1947年（昭和22年）、憲法普及会山形県支部が日本国憲法公布を記念して実施した戦前の「最上川」に代わる2代目の県民歌募集に際して生まれたばかりの長男の名義で応募した「朝ぐもの」が入選し、5月3日の憲法施行記念祝典で演奏されるがこの2代目県民歌は不評のため短期間で演奏されなくなり「最上川」が再び県民歌として返り咲いている。
山形城北女子高等学校を定年退職した後は公民館で短歌の指導に当たり、後進の育成に努めた。2004年（平成16年）3月31日死去。享年95（満93歳没）。

## 著書・作品
- 歌集『誠実』（赤光、1959年）
- 歌集『細流』（東北アララギ会群山、1977年）
- 童謡詩集『ねんねこ』（1977年）

### 作詞
- 軍神粕川少尉（1944年）
- 朝ぐもの（「原まこと」名義。作曲：橋本國彦、1947年）
- 九里学園米沢女子高等学校校歌（作曲：佐々木幸徳、1949年）
- 山形市立商業高等学校応援歌「千歳山麓」（作曲：工藤八郎）
- 山形市立病院済生館高等看護学院校歌（作曲：斉藤次郎）